# 氷川神社 (朝霞市膝折町)
氷川神社（ひかわじんじゃ）は、埼玉県朝霞市の神社。

## 歴史
創建年代は不明である。ただ当地は川越街道の宿場「膝折宿」がある場所であり、古くから「子の神」が祀られている丘の上に、武蔵国一宮の氷川神社から分霊を勧請したものと推測される。「持明院」が別当寺であった。持明院は真言宗の寺院であったが、明治初期の神仏分離により、廃寺に追い込まれた。
1910年（明治43年）の神社合祀により、周辺の3社が合祀された。

## 交通アクセス
- 路線バス南大通り（朝霞警察署）停留所より徒歩13分。